# Пјано деле Вити (Бреша)
Пјано деле Вити је насеље у Италији у округу Бреша, региону Ломбардија.
Према процени из 2011. у насељу је живело 19 становника. Насеље се налази на надморској висини од 341 м.